# Monduli Mjini
Monduli Mjini è una circoscrizione urbana (urban ward) della Tanzania situata nel distretto di Monduli, regione di Arusha. Conta una popolazione di 7 796 abitanti (censimento 2012).